# Dactyladenia jongkindii
Dactyladenia jongkindii är en tvåhjärtbladig växtart som beskrevs av Franciscus Jozef Breteler. Dactyladenia jongkindii ingår i släktet Dactyladenia och familjen Chrysobalanaceae. Inga underarter finns listade i Catalogue of Life.